# 泰奥蒂勒-阿尔芒·里博
泰奥蒂勒-阿尔芒·里博（法語：Théodule-Armand Ribot，1839年12月18日—1916年12月9日），法国心理学家，生于甘冈，在圣布里厄高中接受教育。他被认为是法国科学心理学的奠基人。涉及逆行性遗忘的里博法则以他的名字命名。